# Германско-итальянские отношения
Германско-итальянские отношения — двусторонние дипломатические отношения между Германией и Италией.

## История
Германская империя установила отношения с Италией после окончания процесса Рисорджименто. Эти две страны исторически имеют особые отношения, так как вместе противостояли росту влияния Австрийской империи, а части их территорий в разное время входили в состав Священной Римской империи и Германского союза. В 1882 году Италия и Германия стали частью Тройственного союза, но у них были разные взгляды на причины начала Первой мировой войны, что привело к вооружённому противостоянию между ними.
В 1939 году перед началом Второй мировой войны итальянское фашистское правительство во главе с Бенито Муссолини подписало Стальной пакт с правительством Германии под руководством фюрера Адольфа Гитлера для создания единой коалиции в борьбе со странами антигитлеровской коалиции. В 1940 году Италия и Германия стали участниками военно-политического блока Страны «оси» во время Второй мировой войны. Однако, несмотря на подписанные межправительственные соглашения страны в полном объёме не доверяли друг другу, что приводило к несогласованным действиям в ходе Второй мировой войны.
После вторжения союзников на территорию Италии летом 1943 года, Муссолини был отстранён от власти и арестован Большим фашистским советом при поддержке короля Виктора Эммануила III, однако вскоре освобождён в результате немецкой спецоперации. Под давлением Гитлера, Муссолини в качестве альтернативы королевскому правительству, перешедшему на сторону союзников, провозгласил Итальянскую социальную республику на севере Италии, полностью зависимую от поддержки немцев и непризнанную на международном уровне, которая продолжила войну на стороне Германии. В апреле 1945 года немецкие и лояльные Муссолини войска в Италии окончательно разгромлены союзниками, а сам Муссолини захвачен и казнён итальянскими партизанами за два дня до смерти Гитлера.
После окончания Второй мировой войны Западная Германия и Италия были союзными державами во время Холодной войны, стали странами Внутренней шестёрки и вошли в состав международного клуба Большая семёрка благодаря грамотной экономической политике правительств этих стран. В 1990 году Председатель Совета министров Италии Джулио Андреотти не одобрял воссоединение Германии, но затем правительства этих стран наладили хорошие взаимоотношения и сегодня являются полноправными и ведущими членами Европейского союза. В 2005 году германский кардинал Бенедикт XVI был избран Папой Римским.

## Торговля
В 2017 году основным партнером Италии по импорту и экспорту была Германия: объём импорта составил сумму 72,2 млрд долларов США, а экспорт составил сумму 58,5 млрд долларов. Основной импорт Италии из Германии — автомобили, а основной итальянский экспорт в Германию — медикаменты.

## Дипломатические представительства
- У Германии есть посольство в Риме и генеральное консульство в Милане[5].
- Италия имеет посольство в Берлине[6].